# Гарольдінги
Гарольдінги — визначна лангобардська знатна сім'я, представники якої були королями лангобардів у середині VII століття (636–653).
Перші Гарольдінги мали невеликі володіння поблизу Брешії. Ротарій, син Нандінга, став герцогом Брешії, а в 636 його було обрано королем. Одруження на Гундіперзі, вдові Аріоальда, дочці Автарія і Теоделінди поєднало його з древніми і знатними родами Летінгів і Агілольфінгів. Син Ротарія Родоальд був останнім Гарольдінгом і останнім аріанцем на престолі лангобардів.